# Jasne Pole
Jasne Polo [pronunciación en polaco: /ˈjasnɛ ˈpɔlɛ/] (en alemán: Hellefeld) es un pueblo ubicado en el distrito administrativo de Gmina Krotoszyn, dentro del Distrito de Krotoszyn, Voivodato de Gran Polonia, en el oeste de Polonia central. Se encuentra aproximadamente a 8 kilómetros al este de Krotoszyn y a 89 kilómetros al sureste de la capital regional Poznań.
El pueblo tiene una población de 270 habitantes.